# 皮坦加
皮坦加是巴西巴拉那州的一个市镇。总面积1663.747平方公里，总人口33155人，人口密度19.9人/平方公里。